# Монтемезола
Монтемезола (італ. Montemesola, сиц. Montemesula) — муніципалітет в Італії, у регіоні Апулія,  провінція Таранто.
Монтемезола розташована на відстані близько 440 км на схід від Рима, 75 км на південний схід від Барі, 14 км на північний схід від Таранто.
Населення — 4008 осіб (2014).
Щорічний фестиваль відбувається 7 жовтня. Покровитель — Madonna del Rosario.

## Демографія
Населення за роками:

Станом на 1 січня 2023 року в муніципалітеті офіційно проживали 52 іноземці з 10 країн, серед них 20 громадян країн Євросоюзу.

## Сусідні муніципалітети
- Крисп'яно
- Гроттальє
- Статте
- Таранто